# 星際航艦
《星際航艦》是Binary Systems开发，艺电于1986年发行的电子游戏。游戏融合了太空探索、作战和角色扮演玩法。游戏首发于IBM PC兼容机，后移植到Amiga、雅达利ST、Macintosh、康懋达64电脑。
《星際航艦》到1987年底时售出十万余套，累计销量最终突破100万。